# Горещица
Горещица е река в Югозападна България, област Благоевград, община Симитли. Тя води началото си от северните склонове на връх Пирин и представлява десен приток на река Брежанска.